# Kroże
Kroże (lit. Kražiai, żmudz. Kražē) – miasteczko na Żmudzi, położone w okręgu szawelskim pomiędzy Worniami i Rosieniami.

## Historia
Pierwszy raz wymienione jako Crase w dokumencie króla Mendoga z 1257. Gdy Witold oddał zakonowi krzyżackiemu w zarząd część Żmudzi tutaj rezydował jej zarządca. Kroże były stolicą jednego z traktów Księstwa Żmudzkiego.
Parafia w Krożach należy do najstarszych na Żmudzi, założona w 1413 (lub wg innych źródeł w 1416). Pierwszy, drewniany kościół spłonął po 60 latach od budowy.

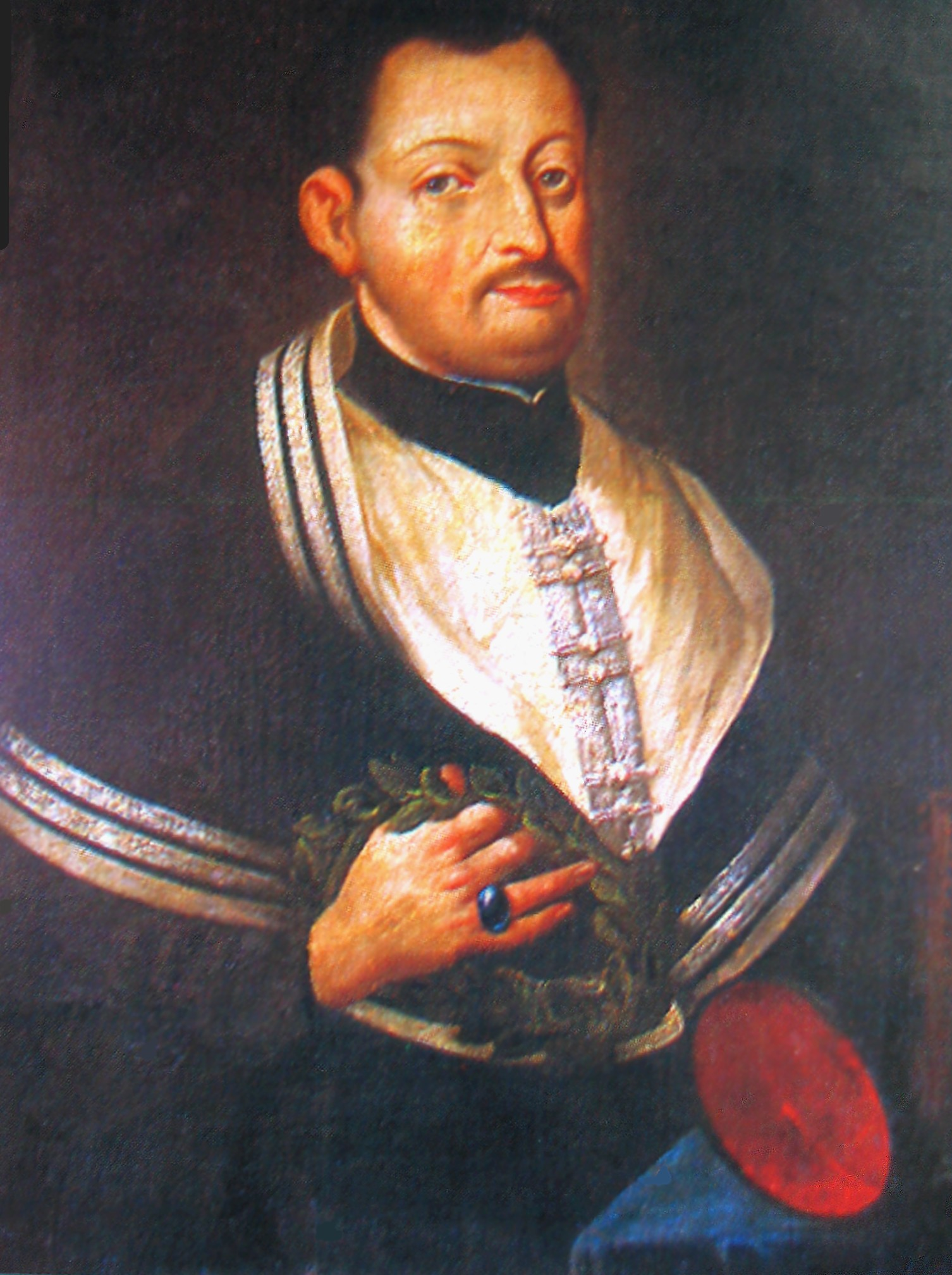
Maciej Kazimierz Sarbiewski SJ
1595-1640

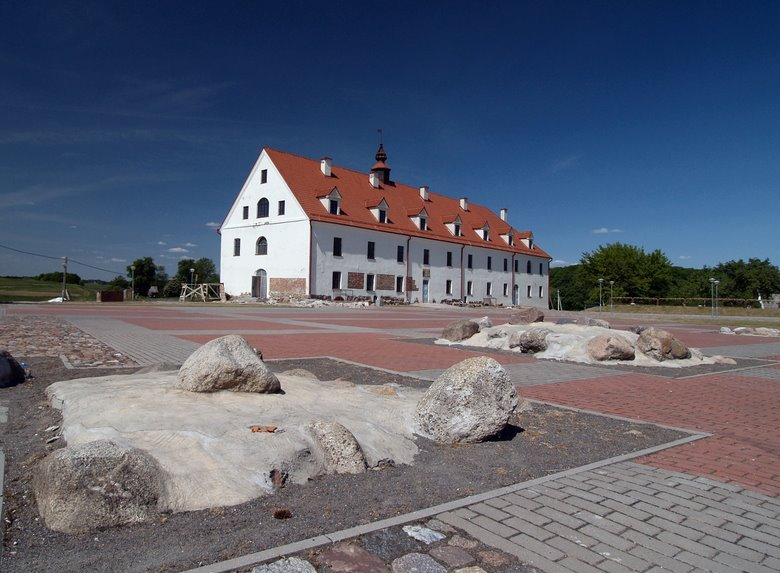
budynek dawnej bursy kolegium jezuickiego – obecnie Kražių Motiejaus Kazimiero Sarbievijaus Kultūros Centras (pol. Centrum Kultury im. Macieja Kazimierza Sarbiewskiego) oraz fundamenty kościoła jezuickiego

Działało tutaj jedno z najwybitniejszych kolegiów jezuickich, ufundowane w 1614 przez hetmana Chodkiewicza; m.in. wykładał tu Maciej Kazimierz Sarbiewski (1617–1620), wybitny poeta. Po kasacie zakonu jezuitów (1773) szkołę prowadzili karmelici, w 1817 szkołę zamieniono na gimnazjum, którym opiekował się Uniwersytet Wileński. W 1823 r. w gimnazjum powstało tajne antyrosyjskie stowarzyszenie polskich uczniów Czarnych Braci, wykryte przez władze carskie i poddane represjom. W 1842 gimnazjum przeniesiono do Kowna.
Od 2009 w dawnym budynku bursy kolegium jezuickiego działa (lit.) Kražių Motiejaus Kazimiero Sarbievijaus Kultūros Centras (pol. Centrum Kultury im. Macieja Kazimierza Sarbiewskiego SJ) mieszczące m.in. muzeum regionalne i galerie wystawową.
Podczas okupacji hitlerowskiej, pod koniec czerwca 1941 roku Niemcy wraz z Litwinami utworzyli getto dla żydowskich mieszkańców. Przebywało w nim około 400 osób. 2 września 1941 roku Niemcy zlikwidowali getto, a Żydów zamordowano w lesie Kupre. Sprawcami zbrodni było 12 niemieckich policjantów oraz 80 Litwinów ze służb policyjnych. 

## Rzeź kroska
Pobenedyktyński barokowy kościół upamiętnił się jako miejsce wydarzeń w 1893 znanych jako tzw. „rzeź kroska”. Po kasacji zakonu w 1891 władze planowały przebudować kościół na cerkiew. Kiedy przystąpiono do wynoszenia wyposażenia kościoła, miejscowa ludność zgromadziła się przy kościele i uniemożliwiała prace. Po bezskutecznych interwencjach policji i żandarmów 22 listopada 1893 gubernator N. Klingenberg wezwał na pomoc kozaków, którzy dokonali masakry ludzi zgromadzonych przy kościele. Zginęło 9 osób, 50 było rannych, 71 aresztowano, z czego 35 skazano na więzienie, w tym 4 otrzymało zesłanie na 10 lat katorgi. Wydarzenia odbiły się szerokim echem w Europie i spowodowały złagodzenie polityki carskiej wobec Kościoła katolickiego. Świątynię zwrócono wiernym dopiero w 1908.

## Zabytki
- Kościół Niepokalanego Poczęcia Najświętszej Maryi Panny z 1763
- Bursa kolegium jezuickiego
- Dzwonnica i ruiny kościoła parafialnego. Drewniany kościół, zbudowany w 1825, rozebrany został po 1945. Czworoboczna murowana dzwonnica, pochodząca z XVII wieku (możliwe, że starsza), kilkakrotnie przebudowywana (ostatnio w latach 90 XX wieku), z elementami gotyckimi i klasycystycznymi. Zdobiona lizenami, blendami i trójkątnymi frontonami.
- Kaplica cmentarna na terenie kościoła. Zbudowana w 1825 w stylu klasycystycznym z polnych kamieni, zdobiona otynkowanymi pilastrami
- Na cmentarzu znajdują się ciekawe nagrobki i charakterystyczne krzyże litewskie[2].